# Selma Hanımsultan
Selma Hanımsultan, död 1942, var en osmansk prinsessa. 
Hon var dotter till prinsessan Hatice Sultan (1870–1938). Hennes föräldrar skildes 1918. 
Det osmanska sultanatet avskaffades 1 november 1922 och det osmanska kalifatet i mars 1924, varefter alla medlemmar av den före detta osmanska dynastin förvisades från den nya republiken Turkiet. Hon och hennes mor bosatte sig då i Beirut. I det kosmopolitiska Beirut introducerades Selma i den internationella societeten och uppträdde obeslöjad offentligt. 
Hennes mor levde under ansträngda ekonomiska förhållanden, och arrangerade ett äktenskap åt henne av ekonomiska skäl. Hon gifte sig 1937 med den indiska prinsen Syed Sajid Husain Ali, Raja (kung) av Kotwara, och blev Rani (drottning) av Kotwara. Äktenskapet var inte lyckligt och Selma trivdes inte med livet i Indien. 1939 separerade Selma från sin make genom att föregiva som skäl att hon ville föda sitt väntade barn i Paris i Frankrike endast i sällskap av en eunuck som hade varit hennes sällskap sedan barndomen. Efter födseln vägrade hon dock att återvända till Indien. Hon talade inte om att dottern hade överlevt födseln, utan lät sin svärfamilj anta att barnet hade avlidit. Hon skilde sig 1941.  
Under andra världskriget förlorade Selma sin inkomst och levde under svåra ekonomiska förhållanden. Hon avled i Paris efter att ha insjuknat i sepsis.  
Hon är föremål för en roman av Kenize Mourad, Regards from the Dead Princess: Novel of a Life (svensk titel: "I den döda prinsessans namn").